# Vilafamés
Vilafamés (em valenciano e oficialmente) ou Villafamés (em castelhano) é um município da Espanha na província de Castelló, Comunidade Valenciana. Tem 70,4 km² de área e em 2021 tinha 1 840 habitantes (densidade: 26,1 hab./km²).
As suas origens árabes são palpáveis nas ruas estreitas e ziguezagueantes do seu casco histórico, com o castelo no alto. A extensão cristã nota-se nas ruas de traçado linear, e na igreja paroquial e palácio do século XV. Um dos seus atractivos turísticos é a sua Roca Grossa: uma grande massa de pedra que sobre pela rua da Fonte e que se mantém em equilíbrio sobre o terreno inclinado. 
Faz parte da rede das Aldeias mais bonitas de Espanha.

## Demografia
| Variação demográfica do município entre 1991 e 2004 | Variação demográfica do município entre 1991 e 2004 | Variação demográfica do município entre 1991 e 2004 | Variação demográfica do município entre 1991 e 2004 |
| --------------------------------------------------- | --------------------------------------------------- | --------------------------------------------------- | --------------------------------------------------- |
| 1991                                                | 1996                                                | 2001                                                | 2004                                                |
| 1424                                                | 1422                                                | 1514                                                | 1603                                                |